# Bratislava Open 2024
Il Bratislava Open 2024 è stato un torneo maschile di tennis professionistico. È stata la 5ª edizione del torneo, facente parte della categoria Challenger 100 nell'ambito dell'ATP Challenger Tour 2024, con un montepremi di 120 000 €. Si è giocato dal 10 al 16 giugno 2024 sui campi in terra rossa del TK Slovan di Bratislava, in Slovacchia.

## Partecipanti

### Teste di serie
| Nazionalità | Giocatore            | Ranking* | Testa di serie |
| ----------- | -------------------- | -------- | -------------- |
| Argentina   | Pedro Cachín         | 108      | 1              |
| Spagna      | Albert Ramos Viñolas | 111      | 2              |
| Moldavia    | Radu Albot           | 140      | 3              |
| Slovacchia  | Jozef Kovalík        | 145      | 4              |
| Ungheria    | Zsombor Piros        | 154      | 5              |
| Spagna      | Oriol Roca Batalla   | 164      | 6              |
| Argentina   | Marco Trungelliti    | 169      | 7              |
| Portogallo  | Jaime Faria          | 183      | 8              |

* Ranking al 27 maggio 2024.

### Altri partecipanti
I seguenti giocatori hanno ricevuto una wild card per il tabellone principale:
- Norbert Gombos
- Martin Kližan
- Jozef Kovalík

Il seguente giocatore è entrato in tabellone come special exempt:
- Luka Mikrut

Il seguente giocatore è entrato in tabellone come alternate:
- Ivan Gakhov

I seguenti giocatori sono passati dalle qualificazioni:
- Kamil Majchrzak
- Yankı Erel
- Alexey Zakharov
- Jérôme Kym
- Martin Krumich
- Sebastian Gima

Il seguente giocatore è entrato in tabellone come lucky loser:
- Matej Dodig

## Punti e montepremi
| Torneo    | Torneo              | V      | F     | SF    | QF    | 2T    | 1T    | Q | Q2  | Q1  |
| Singolare | Punti               | 100    | 50    | 25    | 14    | 7     | 0     | 4 | 2   | 0   |
| Singolare | Premi in denaro (€) | 16 020 | 9 415 | 5 555 | 3 240 | 1 900 | 1 160 | – | 580 | 290 |
| Doppio    | Punti               | 100    | 50    | 25    | 14    | –     | 0     | – | –   | –   |
| Doppio    | Premi in denaro (€) | 6 845  | 4 050 | 2 400 | 1 420 | –     | 800   | – | –   | –   |

## Campioni

### Singolare
Kamil Majchrzak ha sconfitto in finale  Henrique Rocha con il punteggio di 6–0, 2–6, 6–3.

### Doppio
Jakob Schnaitter /  Mark Wallner hanno sconfitto in finale  Miloš Karol /  Tomáš Láník con il punteggio di 6–4, 6–4.